# Jean Hardouin
Jean Hardouin (anglès: John Hardwin; llatí: Johannes Harduinus; 1646 - 3 de setembre de 1729), erudit clàssic francès, va néixer a Quimper a la Bretanya.

## Biografia
Havent adquirit el gust per la literatura a la llibreria del seu pare, va buscar i obtenir l'admissió a l'orde dels jesuïtes cap al 1662 (quan tenia 16 anys). A París, on va anar a estudiar teologia. Finalment es va convertir en bibliotecari del Lycée Louis-le-Grand el 1683, i allí va morir.
La seva primera obra publicada va ser una edició de Themistius (1684), que incloïa no menys de tretze noves oracions. Per consell de Jean Garnier (1612–1681) es va comprometre a editar la Història natural de Plini per a la sèrie Dauphin, tasca que va completar en cinc anys. A part del treball editorial, es va interessar per la numismàtica, i va publicar diversos treballs apresos sobre aquest tema, tots marcats per la determinació de diferenciar-se dels altres intèrprets. Entre els seus treballs sobre aquest tema destaquen: Nummi antiqui populorum et urbium illustrati (1684), Antirrheticus de nummis antiquis coloniarum et municipiorum (1689) i Chronologia Veteris Testamenti ad vulgatam versionem exacta et nummis illustrata (1696).

## Ideologia
Hardouin va ser nomenat per les autoritats eclesiàstiques per supervisar la Conciliorum collectio regia maxima (1715); però va ser acusat de suprimir documents importants i d'incloure'n apòcrifs, i per ordre del parlament de París (aleshores en conflicte amb els jesuïtes) es va retardar la publicació de l'obra. Després de la seva mort, una col·lecció d'obres Opera varia va aparèixer a Amsterdam el 1733.
Ara bé, Hardouin es recorda millor com a creador d'una varietat de teories excèntriques. El més remarcable, contingut en la seva Chronologiae ex nummis antiquis restitutae (1696) i Prolegomena ad censuram veterum scriptorum, va ser en el sentit que, amb l'excepció de les obres d'Homer, Heròdot i Ciceró, la Història natural de Plini, les Geòrgiques de Virgili, i les Sàtires i Epístoles d'Horaci, tots els clàssics antics de Grècia i Roma eren espuris, havent estat fabricats per monjos del segle xiii, sota la direcció d'un tal Sever Arconci per qui podria haver significat Frederic II. Va negar l'autenticitat de la majoria de les obres d'art, monedes i inscripcions antigues, i va declarar que el Nou Testament s'havia escrit originalment en llatí, com va subratllar amb un bon raonament en la seva breu obra Prolegomena que va aparèixer l'any de la seva mort, 1729 Els prolegòmens van ser traduïts per Edwin Johnson i publicats per Angus i Robertson, Sydney 1909, amb un prefaci notable d'Edward A. Petherick.
Tot i que Hardouin ha estat anomenat "patològic", només va ser un exemple extrem d'una tendència crítica general del seu temps, seguint autors com Baruch Spinoza, Thomas Hobbes o Jean Daillé, que havien començat a identificar i descartar atribucions o datacions errònies de documents medievals. o escrits de l'Església
Hardouin també va percebre anacronismes al Purgatorio de Dante, en notes publicades a París 1727, que va ser editada amb un comentari anglès a Londres 1847 per CF Molini.
L'historiador Isaac-Joseph Berruyer va fer condemnar la seva Histoire du peuple de Dieu per haver seguit aquesta teoria, que té un hereu modern en el matemàtic rus Anatoly Timofeevich Fomenko, les conclusions del qual basant-se en mètodes propietaris d'anàlisi estadística textual i d'astronomia computacional són encara més radicals, però considerades pseudociència per alguns.